# Borsuk (szczyt)
Borsuk (t. Borsuczy; słow. Borsukov vrch; 991 m n.p.m.) – szczyt górski w paśmie granicznym Bieszczadów. Przez szczyt przebiega państwowa granica polsko-słowacka.

## Szlaki turystyczne
- polski  Wielka Rawka – Riaba Skała
- słowacki  Krzemieniec – Riaba Skała